# Anthony Moris
Anthony Christian Moris (Arlon, 29 de abril de 1990) é um futebolista belgo-luxemburguês que atua como goleiro. Atualmente joga pelo Al-Khaleej e pela Seleção Luxemburguesa.

## Carreira
Formado no Standard de Liège, foi promovido ao elenco principal em 2008–09, como terceiro goleiro. Sua estreia como profissional, no entanto, foi apenas em setembro de 2011, na vitória por 8 a 2 sobre o Hoogstraten, pela Copa da Bélgica. Ainda faria outras 13 partidas até janeiro de 2014, quando foi emprestado ao Sint-Truiden, estreando em fevereiro do mesmo ano contra o Roeselare, entrando como substituto de Davy Schollen.
Durante sua passagem pelo KV Mechelen, Moris foi prejudicado por 2 graves lesões: em seu terceiro jogo pela equipe, sofreu uma ruptura no ligamento anterior cruzado em seu joelho direito, e rompeu o menisco na partida contra o Anderlecht, em outubro de 2016. Em julho de 2018, o Mechelen anunciou a rescisão de contrato com o goleiro, que assinaria posteriormente com o Virton, que disputava a terceira divisão, em uma transferência livre.
Após 56 partidas oficiais com Les Gaumais, o goleiro assinou com o Union Saint-Gilloise em julho de 2020.
Em julho de 2025, o clube belga anunciou que Moris estava deixando o clube após cinco anos. O goleiro assinou com o Al-Khaleej, da Arábia Saudita.

## Seleção Luxemburguesa
Nascido em Arlon (cidade situada na província de Luxemburgo), Moris representou as seleções de base da Bélgica entre 2008 e 2011. Em 2013, anunciou que pretendia defender a Seleção Luxemburguesa, estreando num amistoso contra Cabo Verde, em fevereiro de 2014.
Até 2017, revezava a titularidade no gol dos D'Roud Léiwen com o veterano Jonathan Joubert, ganhando a posição em definitivo um ano depois, com a aposentadoria internacional de seu antecessor na posição.

## Estatísticas pela Seleção
- Atualizado até 11 de setembro de 2023

| Seleção    | Ano   | Partidas | Gols |
| ---------- | ----- | -------- | ---- |
| Luxemburgo | 2014  | 2        | 0    |
| Luxemburgo | 2016  | 5        | 0    |
| Luxemburgo | 2017  | 2        | 0    |
| Luxemburgo | 2018  | 8        | 0    |
| Luxemburgo | 2019  | 11       | 0    |
| Luxemburgo | 2020  | 6        | 0    |
| Luxemburgo | 2021  | 10       | 0    |
| Luxemburgo | 2022  | 9        | 0    |
| Luxemburgo | 2023  | 6        | 0    |
| Total      | Total | 59       | 0    |

## Títulos
Standard de Liège
- Supercopa da Bélgica: 2008

Virton
- Divisão Nacional 1 (Terceira Divisão): 2018–19

Union Saint-Gilloise
- Challenger Pro League (Segunda Divisão): 2020–21